# Бельсу, Мануэль Исидоро
Мануэль Исидоро Бельсу (исп. Manuel Isidoro Belzu; 14 апреля 1808, Ла-Пас, — 23 марта 1865, там же) — боливийский государственный деятель, 14-й президент страны.
Участвовал в войне за независимость испанских колоний в Америке и быстро был произведён в полковники.
В результате государственного переворота 6 декабря 1848 года объявил себя президентом. 15 августа 1850 года состоялись президентские выборы, по результатам которых Бельсу был избран на пятилетний срок.
Выработанная им конституция (принята в сентябре 1850) запретила рабство. Бельсу выступал против господства феодальной аристократии, за что был очень популярен в народе.
В 1864 г. Бельсу возглавил восстание против президента Боливии Мельгарехо. В марте 1865 г. при активной поддержке населения столицы — г. Ла-Пас войска Мельгарехо были разбиты, однако он в конечном счете сумел убить Бельсу и стал диктатором.